# Психологія релігії

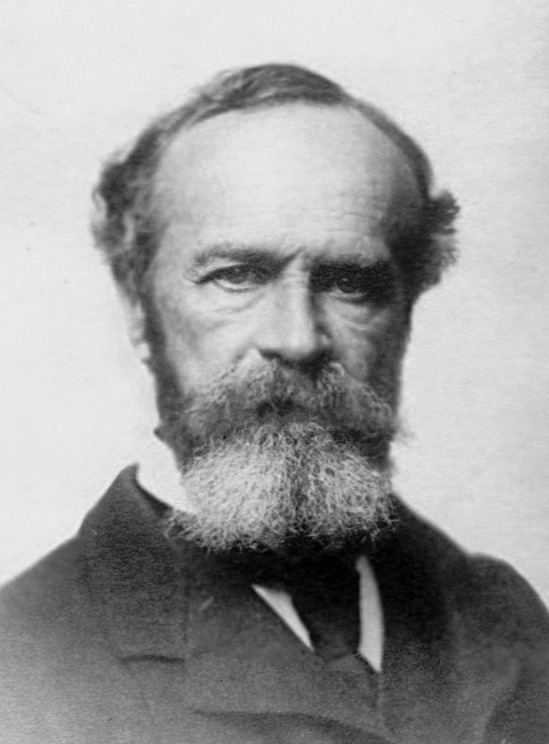
Вільям Джеймс

Психоло́гія релі́гії — релігієзнавча дисципліна, яка вивчає психологічні, емоційні джерела релігії, психологію віруючої людини.

## Оформлення основ психології релігії
Ця галузь гуманітарного знання оформлюється наприкінці XIX — на початку XX століття завдяки роботам В. Джемса та З. Фрейда. Основна теза психології релігії полягає в тому, що джерело релігії перебуває не в навколишньому світі, а в самій людині, у її внутрішньому світі, зокрема в емоційно-вольовій сфері.
- За В. Джемсом, релігійний досвід коріниться в глибинах психіки конкретної людини. Він властивий всім людям незалежно від національної приналежності. Проте цим досвідом люди володіють різною мірою: одні виявляють більшу здатність містично злитися з ним, інші — менш «обдаровані», треті зовсім не чують у собі цей «голос» (невіруючі).

Якщо такий релігійний досвід принципово однаковий у всіх віруючих — буддистів, християн, мусульман, тоді виникає питання: яким же чином утворюються релігійні віросповідання, конфесії?
Тут В. Джемс звертався до впливу соціальної реальності. Він вважав, що залежно від конкретних умов соціального буття людей, обумовлених місцем народження, особливостями виховання тощо, людина набуває конкретного віросповідання.
- Інший підхід до пояснення природи релігії пропонував фундатор психоаналізу З. Фрейд. Відкидаючи існування надприродного джерела релігії, вчений вважав її цілком нормальним феноменом — продуктом, породженим складною взаємодією базових складових людської психіки.

У своїх роботах він встановлював зв'язок між релігією і несвідомими суб'єктивними враженнями, бажаннями. Як відомо, ці бажання, викликані людським «Воно», пов'язані з прагненням до насолоди. У дорослої, вихованої у соціумі особи ці потяги підсвідомо конфліктують з блоком внутрішніх заборон («Супер-Его»). Складовими цього «внутрішнього цензора» є (в тому числі) релігійні заборони конкретних різновидів поведінки. Людині від цих заборон некомфортно, виникає внутрішній конфлікт і потреба пояснити чому саме самій собі потрібно забороняти ряд шляхів до насолоди.
Простіше кажучи, людині незручно щось забороняти самій собі і тим більше себе обмежувати. Тому, за З. Фрейдом, людина впевнює себе в існуванні Бога, який ззовні їй щось забороняє. Іншими словами, вигадує Бога для ілюзорної самовиправдовувальної мотивації. Тобто релігійність випливає з придушення потужних природних прагнень засвоєними соціальними нормами.
Історично такі «вигадки Бога» оформлюються у культурному суспільному бутті у вигляді різних надбудовних структур — конкретних релігій.
- Учень З. Фрейда, а згодом один з його критиків, швейцарський вчений, лікар-психоаналітик К. Г. Юнг як основу релігії також розглядав несвідоме, однак не індивідуальне, а колективне.

Розробляючи цю ідею, К. Г. Юнг вважав, що колективне несвідоме — реально існуюча частина психіки будь-якої людини, яка включає у стислій формі загальнолюдський досвід, характерний для певного народу. Воно являє собою сховані сліди пам'яті людського минулого і, навіть, тваринного стану.
Складається це колективне несвідоме з архетипів — «психічних залишків незліченних переживань» символічної природи, які протягом життя прагнуть реалізуватися. Іншими словами, будь-яка людина реалізує архетипи Батька, Судді, Злодія, Героя, Жертви, Друга, Ворога тощо. Зміст архетипів відбитий у народному епосі, міфах, казках, інших продуктах народної творчості.
Релігія, на думку К. Г. Юнга, виступає однією з найважливіших форм прояву архетипів. Таким чином доводиться теза про те, що психіка будь-якої людини за своєю підсвідомою природою містить зародки релігійності.

## Розвиток наукової психології релігії
Як окрема галузь знань психологія релігії сформувалася в середині XIX ст. у зв'язку з виходом у світ праці німецького теолога і філософа Фрідріха-Ернста-Даніеля Шлейєрмахера (1768–1834) «Психологія» (1862), в якій стверджувалося, що релігія є відчуттям людини своєї єдності з Вічним і Цілим, ґрунтується на відчутті її залежності від Бога. Подальший розвиток психології релігії пов'язаний із працями німецького психолога і філософа Вільгельма Вундта (1831–1924), американського філософа Вільяма Джеймса (1842–1910).

## Предмет
Ця дисципліна вивчає психологічні закономірності виникнення, розвитку та функціонування релігійних явищ, суспільні, групові, індивідуальні потреби, почуття, настрої, традиції, їх зміст, структуру і спрямованість, місце і роль у релігійному комплексі, вплив на нерелігійні сфери життєдіяльності суспільства, соціальних спільнот і особистостей.
Її предметом є релігійні почуття, переживання, настрої, установки, мотиви тощо.